# Goose Creek (Karolina Południowa)
Goose Creek – miasto w Stanach Zjednoczonych, w stanie Karolina Południowa, w hrabstwie Berkeley.